# 1498 Лахті
1498 Лахті (1498 Lahti) — астероїд головного поясу, відкритий 16 вересня 1938 року.
Тіссеранів параметр щодо Юпітера — 3,141.